# فؤاد شکر
فؤاد شُکر (عربی: فؤاد علی شكر؛ ۱۵ آوریل ۱۹۶۱ – ۳۰ ژوئیه ۲۰۲۴)، ملقب به «حاج محسن»، فرمانده ارشد نظامی حزب الله لبنان و از بنیانگذاران آن بود که در ژوئیه ۲۰۲۴  بر اثر حمله توسط ارتش اسرائیل به ضاحیه جنوبی در بیروت کشته شد.

## زندگی و فعالیت
فؤاد علی شکر در سال ۱۹۶۱ در روستای النبی شیث، در بعلبک واقع در شرق لبنان به دنیا آمد. او بیش از ۳۰ سال در جنبش حزب‌الله فعال بود و در بعضی گزارش‌ها، او بلندپایه‌ترین فرمانده نظامی حزب‌الله در جنوب لبنان معرفی شده است.
فؤاد شکر یکی از مشاوران ارشد سید حسن نصرالله، دبیرکل حزب‌الله، شناخته می‌شد و به عماد مغنیه، فرمانده دیگر حزب‌الله که سال ۲۰۰۸ در دمشق کشته شد نیز نزدیک بوده است. او جایگزین مصطفی بدرالدین، فرمانده نظامی حزب‌الله شده بود که سال ۲۰۱۶ در شرایطی مرموز در سوریه کشته شد.
سید حسن نصرالله در مراسم تشییع فؤاد شکر به حضور شکر در جریان جنگ بوسنی اشاره کرد و گفت: «وی فرمانده گروهی بود که برای یاری رساندن به مسلمانان به بوسنی رفت.»

## درگذشت
فؤاد شکر در ۳۰ ژوئیه ۲۰۲۴ و در حمله هوایی اسرائیل به ضاحیه جنوبی بیروت کشته شد.حزب الله لبنان ساعاتی پس از حمله کشته شدن فواد شکر را تائید کرد. ارتش اسرائیل مدعی است این ترور را در واکنش به حمله حزب‌الله لبنان به منطقه مجدل شمس که فؤاد مسئول آن بوده، انجام داده؛ اما حزب‌الله مسئولیت این حمله را نپذیرفته است.